# 칼룸
칼룸(Kaloum)은 기니 코나크리주에 위치 한 도시로 인구는 62,675명(2014)이다. 코나크리주의 5개의 행정 구역중 하나다.

## 시설
대통령궁, 대사관, 코나크리 항구 및 성모 마리아 대성당 포함하여 칼룸에 위치하고 있다.